# Каннай
Каннай (яп. 関内) — низинная северная часть района Нака, Иокогама, Япония, ограниченная рекой Оока, железнодорожной линией Негиси, рекой Накамура и береговой линией (портом) Иокогамы. «Каннай» не официальное название, но наиболее часто употребимое уже́ более века.

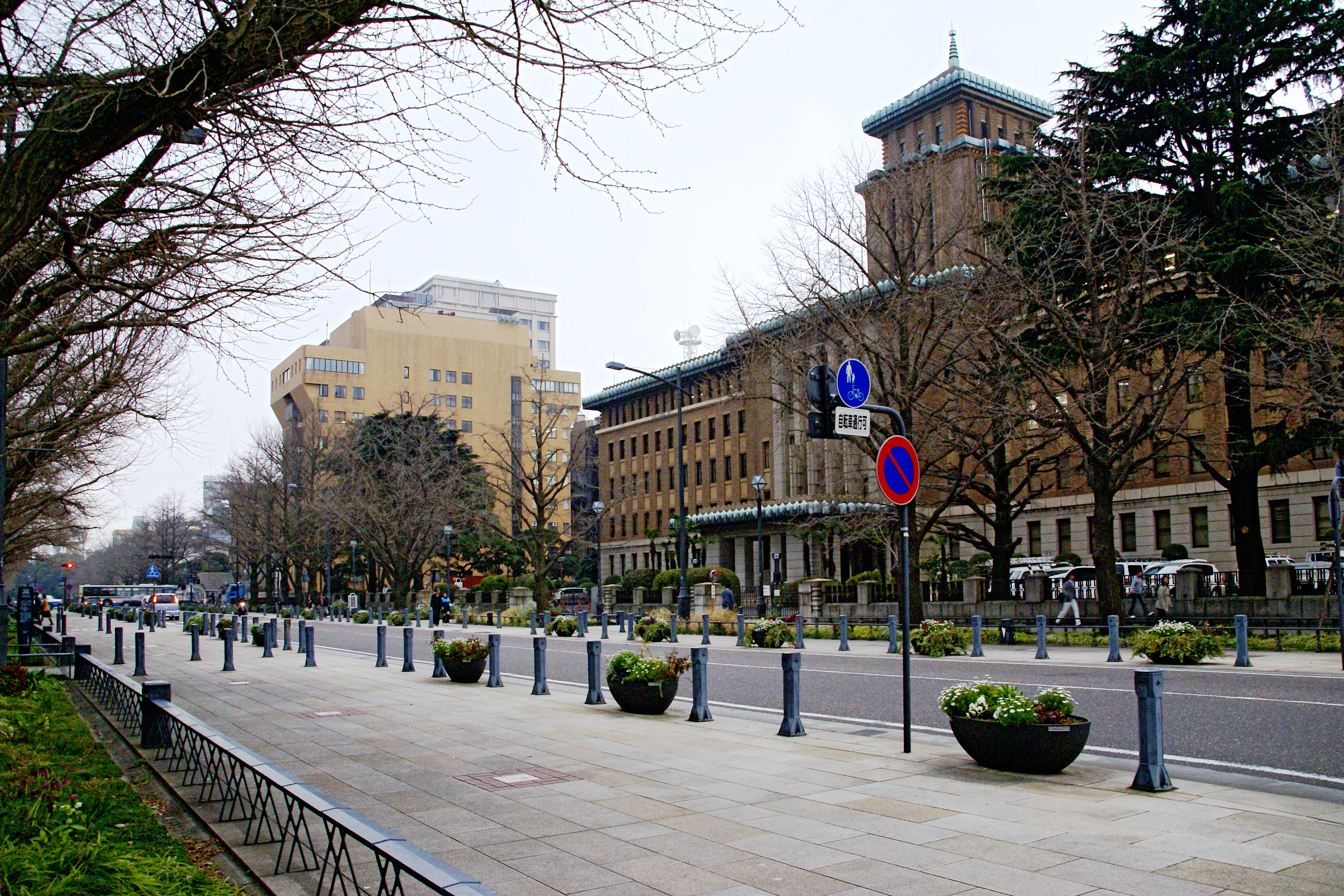
Офисы префектуры Канагава, Каннай, Иокогама

Каннай является сердцем коммерческой и административной части Иокогамы. Здесь находятся офис администрации префектуры Канагава, офис муниципалитета Иокогамы, главное здание Полиции Префектуры Канагава, другие административные здания, а также главные бизнес-центры.
Входящие в Каннай старые кварталы Басамити, Китайский квартал и парк Ямасита делают этот квартал основной точкой в маршрутах туристов Иокогамы, соперничающей с соседним Минато Мирай 21.
Слово «Каннай» буквально означает внутреннее ограждение.
После открытия 2 июня 1859 года порта Иокогамы для иностранной торговли, в Каннай возникло первое поселение иностранцев. Оно было огорожено рвом, так как контакты с местным населением, особенно молодыми самураями, неизбежно оборачивались проблемами.